# SN 2001it
SN 2001it – supernowa typu II odkryta 22 grudnia 2001 roku w galaktyce M+09-25-15. W momencie odkrycia miała maksymalną jasność 17,60m.